# Cynariognathus
Cynariognathus (що означає „щелепа цуценя“) — це вимерлий рід хижих тероцефалів середнього розміру із зони скупчення Tapinocephalus у ПАР. Іноді його вважають синонімом прістерогнатуса.